# EK Zell am See
EK Zell am See – austriacki klub hokeja na lodzie z siedzibą w Zell am See.

## Historia
- ETC Zell (1928–1946)
- EK Zell am See (1946–1993)
- EKZ Die Eisbären (1993–2009)
- EK Zeller Eisbären (2009–)

W 2012 klub został przyjęty do rozgrywek Inter-National-League, a po ich zaprzestaniu w 2016 włączony do Alps Hockey League. Po sezonie 2019/2020 drużynę wycofano z tych rozgrywek, a przed edycją 2021/2022 ponownie przyjęto.

## Sukcesy
- Złoty medal Nationalligi: 1960 (zachód), 1961, 1975, 1979, 1986, 1990, 1991, 2003, 2005